# Dayana Yastremska
Dayana Oleksandrivna Yastremska (en ukrainien : Даяна Ястремська), née le 15 mai 2000 à Odessa, est une joueuse de tennis ukrainienne professionnelle depuis 2016.

## Biographie
Dayana est la fille de Marina Yastremska (devenue sa coach mentale) et Oleksandr Yastremskyi, ancien joueur de volley-ball. Elle a une sœur, Ivanna, née en 2007 également joueuse de tennis.
Dayana Yastremska commence le tennis à l'âge de 5 ans, initiée par son grand-père Ivan, et remporte son premier tournoi à 7 ans face à des joueuses plus âgées qu'elle. Enfant, elle pratique également la gymnastique et la natation avant de choisir définitivement le tennis.
Elle est la première joueuse née en 2000 à intégrer le top 100 (98e) à tout juste 18 ans.
En 2020, par le biais de ses réseaux sociaux, Dayana Yastremska lance un appel aux dons pour sauver la vie d'une autre joueuse de tennis. Oleksandra Korashivili, joueuse talentueuse en junior, et qui a remporté plusieurs titres avant de poursuivre ses études universitaires aux États-Unis, tombe malade. Pour guérir d'une leucémie, elle doit subir une greffe de moelle osseuse pour un coût de 126 000 $. Dayana participe généreusement aux dons et son amie participera à nouveau à un tournoi en 2023.
Depuis 2022, à la suite de l'invasion de l'Ukraine par la Russie, Dayana est exilée dans le Sud de la France et s'entraine à Cagnes sur Mer sous la houlette du français Emmanuel Heussner et du letton Marcis Garuts. La fondation qu'elle a créée à Odessa il y a plusieurs années est très active en ces temps de guerre.
Sous le pseudonyme D.Y, Dayana Yastremska a enregistré trois chansons (YouTube) dont une sur la guerre en Ukraine, interprétée en duo avec Rodan, un compositeur-interprète tchèque et avec la participation du rappeur letton Loopout, membre du groupe Rïmdari.
À ce jour, elle a remporté quatre titres sur le circuit WTA et elle a atteint deux autres finales en simple et une en double.
Au cours de sa carrière, Dayana a travaillé avec différents entraîneurs dont le Français Olivier Jeunehomme et la Belge Justine Henin.

### Carrière en juniors
Dayana Yastremska atteint la sixième position sur le circuit Junior. A 12 ans, elle est finaliste de l'orange bowl et, à l'âge de quinze ans, elle atteint les quarts de finale de l'épreuve de simples juniors filles et la finale de l'épreuve du double filles de l'Open d'Australie 2016. La même année, elle atteint la finale en simple lors du Tournoi de Wimbledon, perdue face à la Russe Anastasia Potapova.

### Carrière professionnelle
En février 2016, alors classée 1077e, elle remporte son premier tournoi ITF à Campinas contre la française Alizé Lim. Le mois suivant, elle débute sur le circuit WTA au tournoi d'Istanbul mais s'incline au premier tour contre Nao Hibino. En 2017, elle est quart de finaliste du même tournoi après une victoire sur Andrea Petkovic. Début septembre, elle s'impose à Dunakeszi contre sa compatriote Katarina Zavatska puis perd en finale du tournoi de Saint-Pétersbourg face à Belinda Bencic.
En 2018, Dayana Yastremska perd en finale des tournois de Cagnes-sur-Mer et d'Ilkley, dotés de 100 000$, mais remporte celui de Rome en juillet. À New Haven, elle s'achemine jusqu'en huitième de finale grâce à ses victoires sur Belinda Bencic et Danielle Collins. Elle remporte son premier titre WTA lors du tournoi de Hongkong en octobre 2018 en battant en finale la Chinoise Wang Qiang, 24e mondiale.
Le 3 février 2019, alors qu'elle n'est que tête de série n° 8 du tournoi, et après avoir éliminé la tête de série n°1 Garbine Muguruza en 1/4 de finale, elle remporte son second titre en s'imposant en finale de l'Open de Hua Hin face à l'Australienne Ajla Tomljanović (6/2 2/6 7/6) alors qu'elle était menée 2/5 au 3e set. Elle dédie son titre à sa maman, gravement blessée à un oeil et hospitalisée à Odessa. A son retour au pays, Dayana fera un don au service d'ophtalmologie qui a soigné sa mère. En mai au tournoi de Strasbourg, elle élimine Aryna Sabalenka en 1/2 finale et décroche son troisième titre, alors qu'elle vient de fêter ses 19 ans, en battant Caroline Garcia en finale (6/4 5/7 7/6).
En Fed Cup, l'Ukraine est opposée à la Pologne. Dayana Yastremska remporte son match face à la future n°1 mondiale Iga Swiatek.

### Depuis 2020
En 2020, elle recrute l'Allemand Sascha Bajin comme entraîneur. Grâce à ses bons résultats en 2019, elle atteint son meilleur classement en janvier 2020 pour se positionner 22e mondiale à 19 ans. Elle atteint la finale du tournoi d'Adélaïde début janvier, perdue contre la n°1 mondiale Ashleigh Barty. Elle se sépare de son coach en septembre.
En novembre 2020, alors qu'elle est hors compétition et qu'elle a arrêté de s'entrainer, Dayana Yastremska est testée positive à un produit illicite. De légères traces de mesterolone sont retrouvées dans son organisme et elle est provisoirement interdite de jouer. En janvier 2021, elle voit sa demande de fin de suspension provisoire rejetée par l'ITF, au moment où la joueuse ukrainienne se rend à Melbourne, avec l'espoir de participer à l'Open d'Australie. En conséquence, elle ne peut participer à aucun tournoi. Le 22 juin 2021, après qu'il est avéré qu'elle n'a pas pris le mesterolone, mais qu'elle a été contaminée, elle est blanchie et elle reprend la compétition au Tournoi de Hambourg, où elle passe deux tours.
En 2021, elle représente l'Ukraine aux Jeux olympiques de Tokyo, mais s'incline dès le premier tour, en simple face à la canadienne Leylah Fernandez. En double, associée à Elina Svitolina, elle perd également dès le premier tour face à la paire française Alizé Cornet et Fiona Ferro. Contrainte de passer par les qualifications sur la plupart des tournois à la suite de sa chute au classement, elle a du mal à retrouver son niveau. Elle arrive en quart de finale à Courmayeur où elle perd contre l'Italienne Jasmine Paolini. À l'US Open, elle parvient en 1/8 de finale du double associée à sa compatriote Marta Kostyuk et elle atteint la demi-finale du double mixte, faisant paire avec l'Australien Max Purcell.
En janvier 2022, elle arrive à nouveau en 1/8 de finale du double, à l'Australian Open cette fois, toujours associée à Marta Kostyuk. Le 22 février 2022, alors qu'elle est en famille à Odessa afin de soigner une petite blessure, Dayana Yastremska reçoit une invitation pour le tournoi de Lyon. Mais 2 jours plus tard, l'Ukraine est envahie par la Russie. Elle est contrainte de fuir son pays sous les bombes en compagnie de sa petite sœur, laissant parents, famille et amis derrière elle. Après un périple de 2 jours en voiture, en bateau et en avion, les deux sœurs arrivent enfin à Lyon la veille du début du tournoi. Dayana atteint la finale, après avoir éliminé Jasmine Paolini pour la première fois en quatre rencontres en 1/4 de finale. En finale, elle s'incline 6-4, 6-4 face à la Chinoise Zhang Shuai, rattrapée par la fatigue physique, mentale et psychologique. Lors de son discours à la remise des trophées, le drapeau ukrainien sur les épaules, elle déclare s'être battue non seulement pour elle mais aussi pour l'Ukraine à qui elle va offrir ses gains du tournoi, avant de fondre en larmes. À 21 ans et alors qu'elle a la responsabilité de sa sœur de 15 ans, elle ignore quel sera leur avenir dans les jours, les semaines et les mois à venir et quand elles pourront revoir leurs parents. Cette même année, elle atteint les 1/4 de finale sur les tournois de Dubaï, Bogota et Birmingham. En Billie Jean King Cup, elle remporte son match face à Jessica Pegula.
En 2023, Dayana Yastremska est très affectée par le décès d'Ivan, son grand-père tant aimé qui l'avait initiée au tennis et qu'elle n'avait revu qu'une seule fois depuis l'invasion. En mai, elle atteint la demi-finale du tournoi de Reus, éliminée par Mandlik. Puis en août, elle remporte son quatrième titre lors de la première édition du tournoi de Koserki en battant la Belge Greet Minnen en finale. En décembre, elle atteint la demi-finale du tournoi d'Angers, défaite par la Française Clara Burel, malgré le gain du premier set.
Début 2024, Dayana Yastremska alors classée 93e parvient en demi-finales de l'Open d'Australie en tant que qualifiée. Elle est la 5e joueuse à réaliser cette performance en Grand Chelem. Elle bat d'entrée du tournoi australien la n° 7 mondiale Markéta Vondroušová, dernière vainqueur de Wimbledon en ne concédant que trois jeux (6-1, 6-2). C'est sa première victoire dans un tableau final de Grand Chelem depuis presque quatre ans. Elle expédie également la Française Varvara Gracheva (6-3, 6-2) et cède un set contre Emma Navarro n°26 (6-2, 2-6, 6-1) pour jouer la deuxième semaine. Confrontée à la championne Victoria Azarenka n°15, ancienne n°1 et double vainqueur de l'Open d'Australie, ainsi que demi-finaliste l'année précédente, elle remporte le match en deux sets (7-6, 6-4), se permettant ainsi de jouer pour la première fois de sa carrière les quarts de finale d'un tournoi du Grand Chelem. Elle est opposée à la jeune Linda Nosková, tombeuse de la n°1 Iga Świątek au troisième tour. L'Ukrainienne bat sa cadette (6-3, 6-4) et s'octroie une place en demi-finale, après avoir éliminé 3 têtes de séries sur sa route. Elle rejoint la Chinoise Zheng Qinwen, tête de série n°12 qui elle, n'a rencontré aucune top 50 sur son parcours, et novice à ce niveau elle aussi. La Chinoise met fin à ses espoirs de jouer sa première finale en Grand Chelem sur le score de 6-4, 6-4. Dayana remonte à la 26e place à l'issue de l'Open d’Australie.
À Indian Wells, elle est contrainte à l'abandon à la suite d'un problème de santé au deuxième tour face à Emma Raducanu. Bien que tête de série sur les tournois suivants, Dayana Yastremska s'incline au 3e tour dans quatre tournois face aux meilleures joueuses. Elle est défaite à Miami par Maria Sakkari 8e, puis à Madrid par Cori Gauff 3e, ensuite à Rome contre Aryna Sabalenka 2e et à nouveau contre Coco Gauff 2e à Roland-Garros.
Début 2025, elle perd les points de sa précédente demi-finale à l'Open d'Australie mais se ressaisit fin janvier en ne lâchant aucun set à Linz contre l'Italienne Lucia Bronzetti (7-6, 7-5), la jeune Croate qualifiée Antonia Ruzic (7-5, 6-1) ainsi que face à l'ancienne numéro trois María Sákkari (7-5, 6-0). Elle poursuit sa route en éliminant la Danoise Clara Tauson, récente vainqueur à Auckland (6-1, 6-4) et dispute sa première finale depuis trois saisons. Elle doit après une bataille en trois manches céder le titre à la finaliste de l'année passée, la Russe Ekaterina Alexandrova (2-6, 6-3, 5-7). Elle devient la deuxième Ukrainienne ayant disputé le plus de finale en carrière derrière Elina Svitolina en y parvenant à Nottingham, tournoi sur gazon. Elle sort d'abord la Serbe Olga Danilović (6-4, 7-6), puis la qualifiée Antonia Ruzic (6-2, 2-6, 6-4). Ne laissant pas un seul set contre l'ancienne finaliste de l'US Open Leylah Fernandez (6-3, 7-6), elle s'offre Magda Linette (6-4, 6-4) en demi-finale mais perd une nouvelle fois aux pieds du trophée contre McCartney Kessler (4-6, 5-7).

## Palmarès

### Titres en simple dames
| No | Date       | Nom et lieu du tournoi                        | Catégorie | Dotation    | Surface      | Finaliste        | Score          |          |
| -- | ---------- | --------------------------------------------- | --------- | ----------- | ------------ | ---------------- | -------------- | -------- |
| 1  | 08-10-2018 | Prudential Hong Kong Tennis Open, Hong Kong   | Intern'l  | 250 000 $   | Dur (ext.)   | Wang Qiang       | 6-2, 6-1       | Parcours |
| 2  | 28-01-2019 | Toyota Thailand Open presented by E@, Hua Hin | Intern'l  | 250 000 $   | Dur (ext.)   | Ajla Tomljanović | 6-2, 2-6, 7-63 | Parcours |
| 3  | 19-05-2019 | Internationaux de Strasbourg, Strasbourg      | Intern'l  | 226 750 € $ | Terre (ext.) | Caroline Garcia  | 6-4, 5-7, 7-63 | Parcours |

### Finales en simple dames
| No | Date       | Nom et lieu du tournoi            | Catégorie | Dotation    | Surface      | Vainqueure            | Score         |          |
| -- | ---------- | --------------------------------- | --------- | ----------- | ------------ | --------------------- | ------------- | -------- |
| 1  | 13-01-2020 | Adelaide International, Adélaïde  | Premier   | 782 900 $   | Dur (ext.)   | Ashleigh Barty        | 6-2, 7-5      | Parcours |
| 2  | 28-02-2022 | Open 6e sens, Lyon                | WTA 250   | 239 477 $   | Dur (int.)   | Zhang Shuai           | 3-6, 6-3, 6-4 | Parcours |
| 3  | 27-01-2025 | Upper Austria Ladies Linz, Linz   | WTA 500   | 1 064 510 $ | Dur (int.)   | Ekaterina Alexandrova | 6-2, 3-6, 7-5 | Parcours |
| 4  | 16-06-2025 | Lexus Nottingham Open, Nottingham | WTA 250   | 275 094 $   | Gazon (ext.) | McCartney Kessler     | 6-4, 7-5      | Parcours |

### Titre en double dames
Aucun

### Finale en double dames
| No | Date       | Nom et lieu du tournoi | Catégorie | Dotation    | Surface    | Vainqueures                       | Partenaire       | Score             |          |
| -- | ---------- | ---------------------- | --------- | ----------- | ---------- | --------------------------------- | ---------------- | ----------------- | -------- |
| 1  | 28-09-2019 | China Open Pékin       | PREMIER*  | 7 430 905 $ | Dur (ext.) | Sofia Kenin Bethanie Mattek-Sands | Jeļena Ostapenko | 6-3, 65-7, [10-7] | Parcours |

### Titre en simple en WTA 125
| No | Date       | Nom et lieu du tournoi | Catégorie | Dotation  | Surface    | Finaliste    | Score         |          |
| -- | ---------- | ---------------------- | --------- | --------- | ---------- | ------------ | ------------- | -------- |
| 1  | 07-08-2023 | Polish Open, Kozerki   | WTA 125   | 115 000 $ | Dur (ext.) | Greet Minnen | 2-6, 6-1, 6-3 | Parcours |

## Parcours en Grand Chelem

### En simple dames
| Année | Open d'Australie | Open d'Australie   | Internationaux de France | Internationaux de France | Wimbledon       | Wimbledon         | US Open         | US Open             |
| ----- | ---------------- | ------------------ | ------------------------ | ------------------------ | --------------- | ----------------- | --------------- | ------------------- |
| 2018  | Q2               | Alexandra Dulgheru | —                        | —                        | Q2              | Barbara Haas      | 1er tour (1/64) | Karolína Muchová    |
| 2019  | 3e tour (1/16)   | Serena Williams    | 1er tour (1/64)          | C. Suárez Navarro        | 1/8 de finale   | Zhang Shuai       | 3e tour (1/16)  | Elina Svitolina     |
| 2020  | 2e tour (1/32)   | Caroline Wozniacki | 1er tour (1/64)          | Daria Gavrilova          | Annulé          | Annulé            | 2e tour (1/32)  | Madison Brengle     |
| 2021  | —                | —                  | —                        | —                        | —               | —                 | 1er tour (1/64) | Angelique Kerber    |
| 2022  | 1er tour (1/64)  | Madison Brengle    | 1er tour (1/64)          | Alison Riske             | 1er tour (1/64) | Ana Bogdan        | 1er tour (1/64) | Madison Keys        |
| 2023  | 1er tour (1/64)  | Jeļena Ostapenko   | 1er tour (1/64)          | Donna Vekić              | Q3              | Céline Naef       | Q3              | Elena-Gabriela Ruse |
| 2024  | 1/2 finale       | Zheng Qinwen       | 3e tour (1/16)           | Coco Gauff               | 3e tour (1/16)  | Donna Vekić       | 1er tour (1/64) | Jule Niemeier       |
| 2025  | 3e tour (1/16)   | Elena Rybakina     | 3e tour (1/16)           | Liudmila Samsonova       | 3e tour (1/16)  | J. Bouzas Maneiro |                 |                     |

N.B. : à droite du résultat se trouve le nom de l'ultime adversaire.

### En double dames
| Année | Open d'Australie                                                                     | Open d'Australie                                                                | Internationaux de France                                                             | Internationaux de France                                                         | Wimbledon                                                                            | Wimbledon | US Open                                                                           | US Open |
| ----- | ------------------------------------------------------------------------------------ | ------------------------------------------------------------------------------- | ------------------------------------------------------------------------------------ | -------------------------------------------------------------------------------- | ------------------------------------------------------------------------------------ | --------- | --------------------------------------------------------------------------------- | ------- |
| 2019  | 1er tour (1/32) O. Kalashnikova \|\| style="text-align:left;" \| N. Kichenok Wang Y. | —                                                                               | —                                                                                    | 1er tour (1/32) A. Potapova \|\| style="text-align:left;" \| J. Brady A. Riske   | 1er tour (1/32) M. Puig \|\| style="text-align:left;" \| A. Kalinskaya Y. Putintseva |           |                                                                                   |         |
| 2020  | 1er tour (1/32) F. Stollár \|\| style="text-align:left;" \| K. Peschke D. Schuurs    | 1er tour (1/32) V. Lapko \|\| style="text-align:left;" \| A. Muhammad J. Pegula | Annulé                                                                               | Annulé                                                                           | —                                                                                    | —         |                                                                                   |         |
| 2021  | —                                                                                    | —                                                                               | —                                                                                    | —                                                                                | —                                                                                    | —         | 3e tour (1/8) M. Kostyuk \|\| style="text-align:left;" \| G. Dabrowski L. Stefani |         |
| 2022  | 3e tour (1/8) M. Kostyuk \|\| style="text-align:left;" \| C. Dolehide S. Sanders     | —                                                                               | —                                                                                    | 1er tour (1/32) D. Gálfi \|\| style="text-align:left;" \| B. Bencic S. Sanders   | —                                                                                    | —         |                                                                                   |         |
|       |                                                                                      |                                                                                 |                                                                                      |                                                                                  |                                                                                      |           |                                                                                   |         |
| 2024  | —                                                                                    | —                                                                               | 1er tour (1/32) A. Kalinina \|\| style="text-align:left;" \| A. Muhammad A. Sutjiadi | 1er tour (1/32) A. Kalinina \|\| style="text-align:left;" \| C. Gauff J. Pegula  | —                                                                                    | —         |                                                                                   |         |
| 2025  | —                                                                                    | —                                                                               | 1er tour (1/32) N. Kichenok \|\| style="text-align:left;" \| K. Rakhimova A. Sisková | 1er tour (1/32) B. Schoofs \|\| style="text-align:left;" \| S. Kenin C. Dolehide |                                                                                      |           |                                                                                   |         |

N.B. : le nom du ou de la partenaire se trouve sous le résultat ; les noms des ultimes adversaires se trouvent à droite.

### En double mixte
| 2024 | — | — | — | — | 1er tour (1/16) M. Purcell \|\| style="text-align:left;" \| E. Shibahara N. Lammons | 1er tour (1/16) M. Purcell \|\| style="text-align:left;" \| I. Jovic K. Bigun |

N.B. : le nom du partenaire se trouve sous le résultat ; les noms des ultimes adversaires se trouvent à droite.

## Parcours en «Premier» et WTA 1000
Les tournois WTA « Premier Mandatory » et « Premier 5 » (entre 2009 et 2020) et WTA 1000 (à partir de 2021) constituent les catégories d'épreuves les plus prestigieuses, après les quatre levées du Grand Chelem. 

De 2009 à 2023, les tournois Premier Mandatory (dits tournois WTA 1000 obligatoires entre 2021 et 2023) regroupent Indian Wells, Miami, Madrid et Pékin, les autres constituant les tournois Premier 5 (tournois WTA 1000 non-obligatoires). À partir de 2024, le nombre de tournois WTA 1000 passe à 10 par saison (fin de l’alternance Doha / Dubaï), ces derniers devenant tous obligatoires et offrant tous 1000 points à la vainqueure (contre 900 points précédemment pour les tournois Premier 5).

### En simple dames
| Année |       |                            |                                |                              |                           |                              |                               |                             |                              |                             |  |                             |
| Doha  | Dubaï | Indian Wells               | Miami                          | Madrid                       | Rome                      | Canada                       | Cincinnati                    | Pékin                       |                              | Wuhan                       |  |                             |
| Doha  | Dubaï | Indian Wells               | Miami                          | Madrid                       | Rome                      | Canada                       | Cincinnati                    | Pékin                       | Guadalajara                  |                             |  |                             |
| Doha  | Dubaï | Indian Wells               | Miami                          | Madrid                       | Rome                      | Canada                       | Cincinnati                    | Pékin                       |                              |                             |  |                             |
| 2018  |       |                            | WTA 500                        |                              |                           |                              |                               |                             |                              | 1er tour (1/32) Zheng S.    |  |                             |
| 2019  |       | WTA 500                    | 1er tour (1/32) G. Muguruza    | 1er tour (1/64) D. Gavrilova | 2e tour (1/32) A. Barty   | 1er tour (1/32) Ka. Plíšková | 1er tour (1/32) C. Suárez     | 3e tour (1/8) S. Kenin      | 2e tour (1/16) S. Kuznetsova | 2e tour (1/16) K. Bertens   |  | 1/4 de finale P. Kvitová    |
| 2020  |       | 3e tour (1/8) G. Muguruza  | WTA 500                        | Annulé                       | Annulé                    | Annulé                       | 3e tour (1/8) S. Halep        | Annulé                      | 3e tour (1/8) N. Osaka       | Annulé                      |  | Annulé                      |
| 2021  |       | WTA 500                    |                                | 2e tour (1/32) P. Badosa     |                           |                              |                               | 1er tour (1/32) S. Stephens | 2e tour (1/16) B. Krejčíková | Annulé                      |  | Annulé                      |
| 2022  |       |                            | WTA 500                        | 1er tour (1/64) C. Garcia    |                           | 2e tour (1/16) M. Bouzková   |                               |                             |                              | Hors calendrier             |  |                             |
| 2023  |       | WTA 500                    | 2e tour (1/16) A. Kalinina     | 2e tour (1/32) B. Krejčíková |                           | 1er tour (1/64) E. Bouchard  | 1er tour (1/64) A. Kalinskaya |                             |                              |                             |  | 2e tour (1/16) V. Azarenka  |
| 2024  |       |                            | 1er tour (1/32) V. Kudermetova | 2e tour (1/32) E. Raducanu   | 3e tour (1/16) M. Sákkari | 3e tour (1/16) C. Gauff      | 3e tour (1/16) A. Sabalenka   | 1er tour (1/32) T. Townsend | 1er tour (1/32) K. Muchová   | 2e tour (1/32) N. Podoroska |  | 1er tour (1/32) E. Andreeva |
| 2025  |       | 1er tour (1/32) P. Stearns | 3e tour (1/8) I. Świątek       | 3e tour (1/16) I. Świątek    | 1er tour (1/64) B. Bencic | 2e tour (1/32) C. Gauff      | 1er tour (1/64) A. Potapova   | 4e tour (1/8) E. Rybakina   | 3e tour (1/16) Forfait       |                             |  |                             |

Sous le résultat, l’ultime adversaire.
1. 1 2   Les tournois de Doha et Dubaï alternent le statut de tournoi WTA 1000 (ex Premier 5) entre 2009 et 2023 : les trois premières éditions ont lieu à Dubaï, les trois suivantes à Doha, puis Dubaï accueille le tournoi de cette catégorie les années impaires et Dubaï les années paires. De 2011 à 2023, la ville qui n’accueille pas de WTA 1000 organise à la place un tournoi WTA 500 (ex Premier).
2. 1 2 3 4 5 6 7   L’ordre de déroulement des tournois a évolué depuis 2009 : Rome se dispute avant Madrid et Cincinnati avant Montréal/Toronto jusqu’en 2010, tandis que Tokyo (2009-2013)-Wuhan (2014-2019, 2024-)-Guadalajara (2022-2023) ont lieu avant Pékin jusqu’en 2023.
3. 1 2 3 4 5 6 7 8  Du fait de la pandémie de Covid-19, les tournois d’Indian Wells, de Miami, de Madrid, du Canada, de Wuhan et de Pékin sont annulés en 2020. Ces deux derniers le sont également en 2021. Pour des raisons d’organisation, le tournoi de Cincinnati 2020 a exceptionnellement lieu à Flushing Meadows à New York.
4. ↑  Le 1er décembre 2021, le président de la WTA, Steve Simon, annonce que tous les tournois prévus en Chine et à Hong Kong sont suspendus à partir de 2022, en raison de préoccupations concernant la sécurité et le bien-être de la joueuse de tennis chinoise Peng Shuai après ses allégations de relations sexuelles non-consenties avec Zhang Gaoli, membre de haut rang du Parti communiste chinois. Le tournoi de Pékin revient en 2023. Le tournoi de Guadalajara remplace celui de Wuhan pendant deux ans, ce dernier réapparaissant en 2024.

## Parcours aux Jeux olympiques

### En simple dames
| # | Date       | Nom de l'olympiade         | Surface             | Résultat        | Ultime adversaire | Score         |          |
| - | ---------- | -------------------------- | ------------------- | --------------- | ----------------- | ------------- | -------- |
| 1 | 31/07/2021 | Olympic Tennis Event Tokyo | Dur (ext.)          | 1er tour (1/32) | Leylah Fernandez  | 6-3, 3-6, 6-0 | Parcours |
| 2 | 27/07/2024 | Olympic Tennis Event Paris | Terre battue (ext.) | 2e tour (1/16)  | Camila Osorio     | 6-4, 6-3      | Parcours |

### En double dames
| # | Date       | Nom de l'olympiade         | Surface             | Résultat        | Partenaire      | Ultimes adversaires      | Score    |          |
| - | ---------- | -------------------------- | ------------------- | --------------- | --------------- | ------------------------ | -------- | -------- |
| 1 | 31/07/2021 | Olympic Tennis Event Tokyo | Dur (ext.)          | 1er tour (1/16) | Elina Svitolina | Alizé Cornet Fiona Ferro | 6-2, 6-4 | Parcours |
| 2 | 27/07/2024 | Olympic Tennis Event Paris | Terre battue (ext.) | 2e tour (1/8)   | Marta Kostyuk   | Forfait                  |          | Parcours |

## Classements WTA en fin de saison
| Année          | 2015 | 2016 | 2017 | 2018 | 2019 | 2020 | 2021 | 2022 | 2023 | 2024 |
| Rang en simple | 1103 | 342  | 189  | 60   | 22   | 29   | 97   | 102  | 106  | 33   |
| Rang en double | –    | 603  | 229  | 346  | 84   | 90   | 196  | 293  | 728  | 222  |

Source : (en) Classements de Dayana Yastremska sur le site officiel de la Fédération internationale de tennis

## Records et statistiques

### Victoires sur le top 10
Toutes ses victoires sur des joueuses classées dans le top 10 de la WTA lors de la rencontre.
| Légende              |
| Grand Chelem         |
| Premier 5 / WTA 1000 |
| WTA 500              |
| WTA 250              |
| Fed Cup              |

| # | Rang   |  | Tournoi          | Année | Surface |  | Adversaire          | Rang | Tour | Score     | Tableau |
| - | ------ |  | ---------------- | ----- | ------- |  | ------------------- | ---- | ---- | --------- | ------- |
| 1 | no 27  |  | Wuhan            | 2019  | Dur     |  | Karolína Plíšková   | no 2 | 1/8  | 6-1, 6-4  | Tableau |
| 2 | no 25  |  | Doha             | 2020  | Dur     |  | Sofia Kenin         | no 5 | 1/16 | 6-3, 7-64 | Tableau |
| 3 | no 146 |  | Dubaï            | 2022  | Dur     |  | Barbora Krejčíková  | no 3 | 1/8  | 6-3, 7-63 | Tableau |
| 4 | no 93  |  | Open d'Australie | 2024  | Dur     |  | Markéta Vondroušová | no 7 | 1/64 | 6-1, 6-2  | Tableau |
| 5 | no 42  |  | Wimbledon        | 2025  | Gazon   |  | Coco Gauff          | no 2 | 1/64 | 7-63, 6-1 | Tableau |